# 氣仙沼車站
氣仙沼車站（日语：／ Kesennuma eki */?）是位於日本宮城縣氣仙沼市古町，由東日本旅客鐵道（JR東日本）經營的鐵路車站。本站是JR東日本所屬兩條路線大船渡線與氣仙沼線的銜接車站，也是氣仙沼線的終點站。本站在2002年時，以「帶著海潮香的純樸車站」（潮の香りがする素朴な駅）的評語入選東北車站百選。

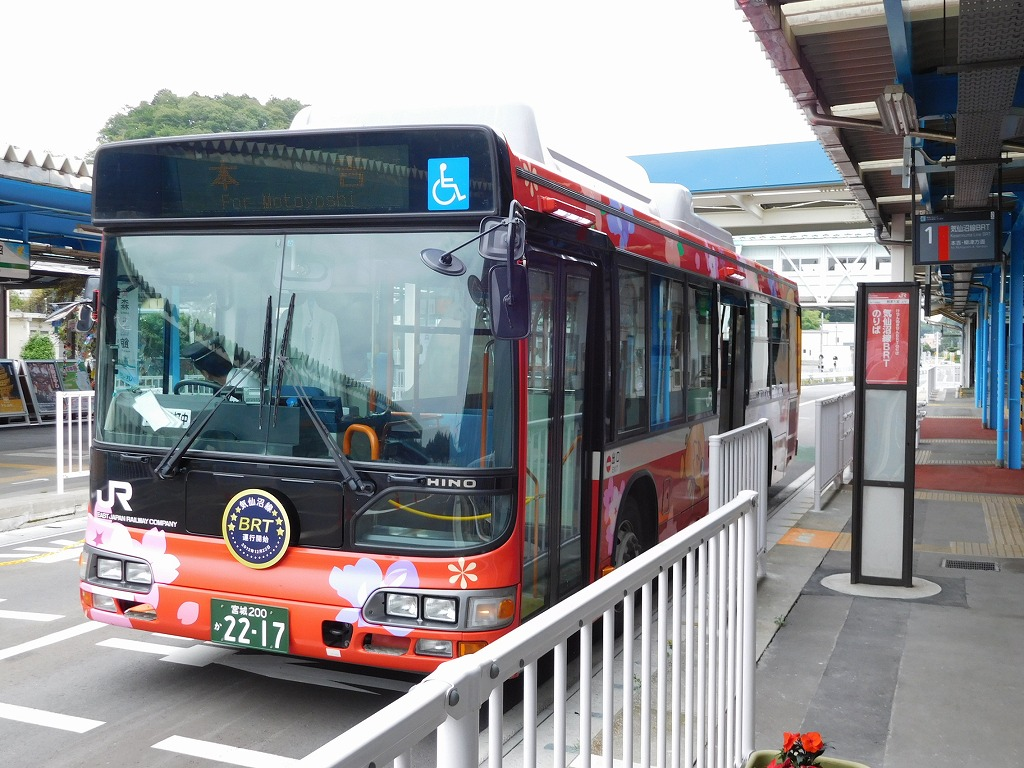
在本站停靠的BRT（2015年7月）

## 車站構造
本站採地面車站結構，並設有側式與島式月台各一座，共計三條乘車線。由於本站是大船渡線與氣仙沼線的銜接車站，因此有部分大船渡線的列車是在本站內進行增解結動作。
站等方面，此站為直營車站，其站長也兼負責大船渡線營業所所長的職務。本站也是大船渡線真瀧至小友，與氣仙沼線本吉至不動之澤路段間諸車站的管理車站。站內設有綠色窗口（營業時間 5：00 - 20：00 ※中間有休息時段）、自動售票機與Kiosk便利商店。而統管大船渡線上所有相關業務（包括本站）的大船渡線營業所也設於站內。

### 月台配置
| 月台 | 路線              | 目的地                   |
| ---- | ----------------- | ------------------------ |
| 1    | ■氣仙沼線         | 志津川、柳津、前谷地方向 |
| 1    | ■大船渡線         | 下車專用                 |
| 2    | ■氣仙沼線         | 下車專用                 |
| 2    | ■大船渡線         | 盛方向                   |
| 3、4 | ■大船渡線（鐵道） | 一之關方向               |

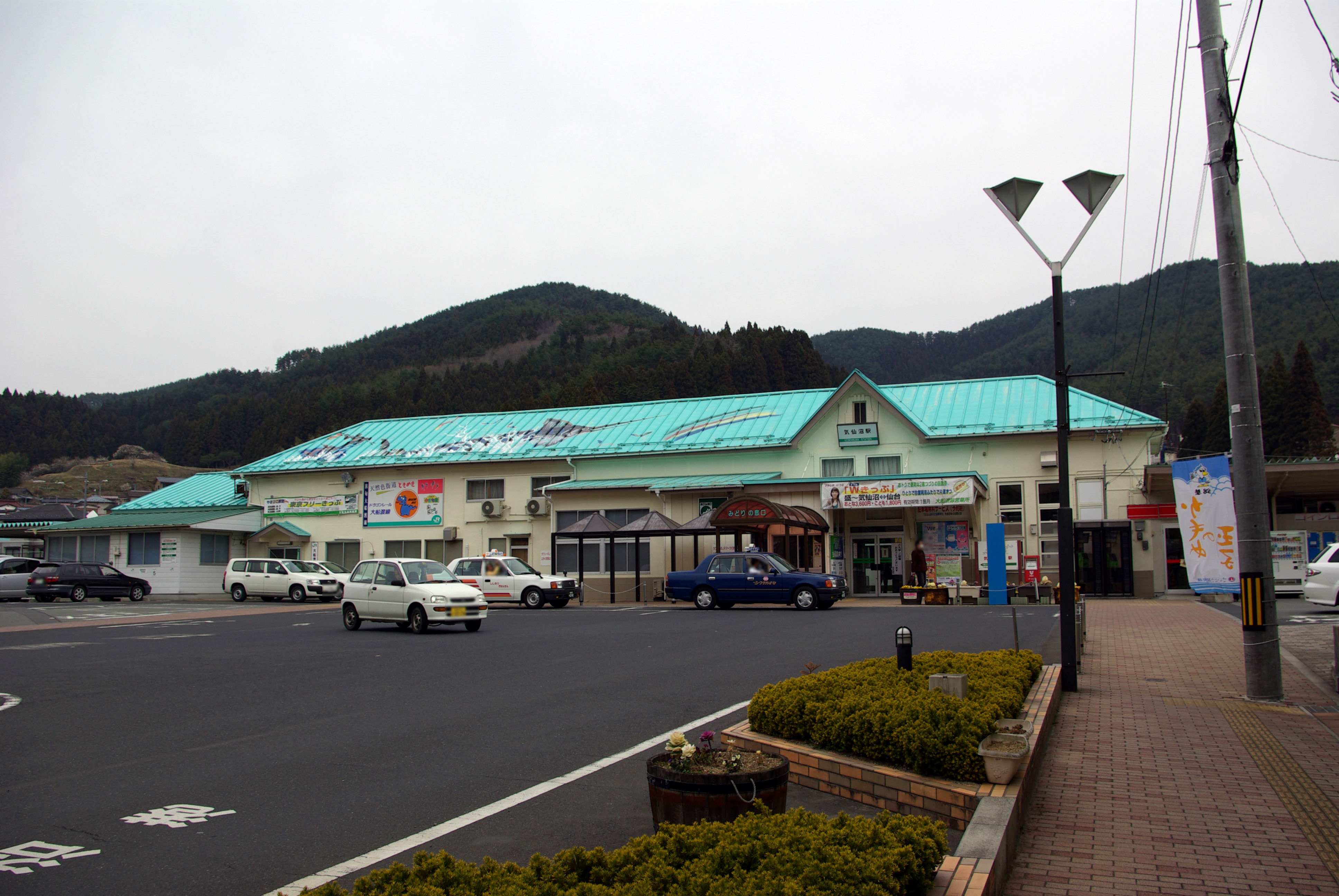
改装前的站房（2009年4月）
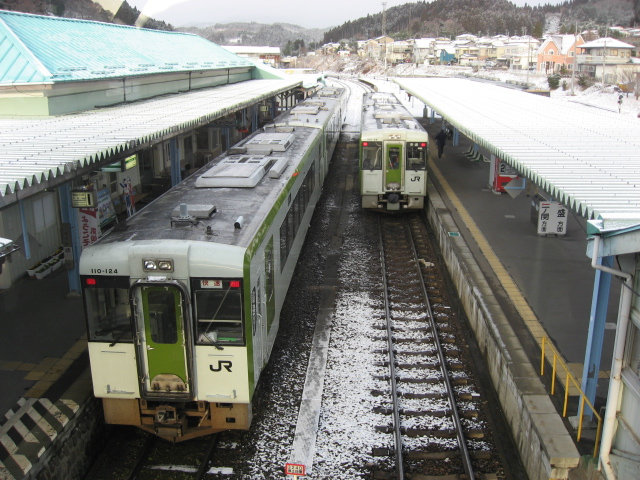
東日本大震災前的1號與2號月台（2008年1月）
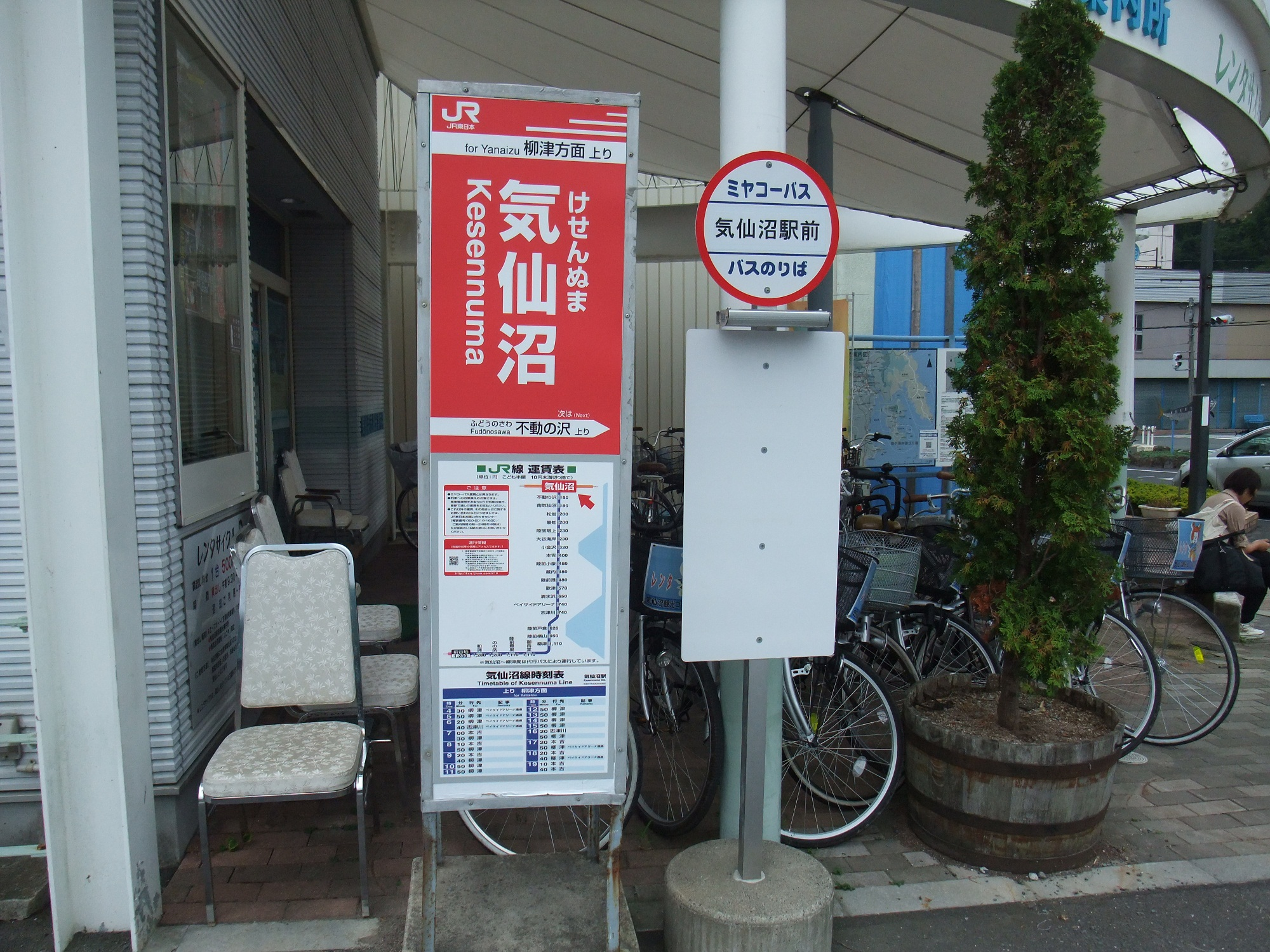
BRT運行開始時的站名標記。（2012年9月15日）
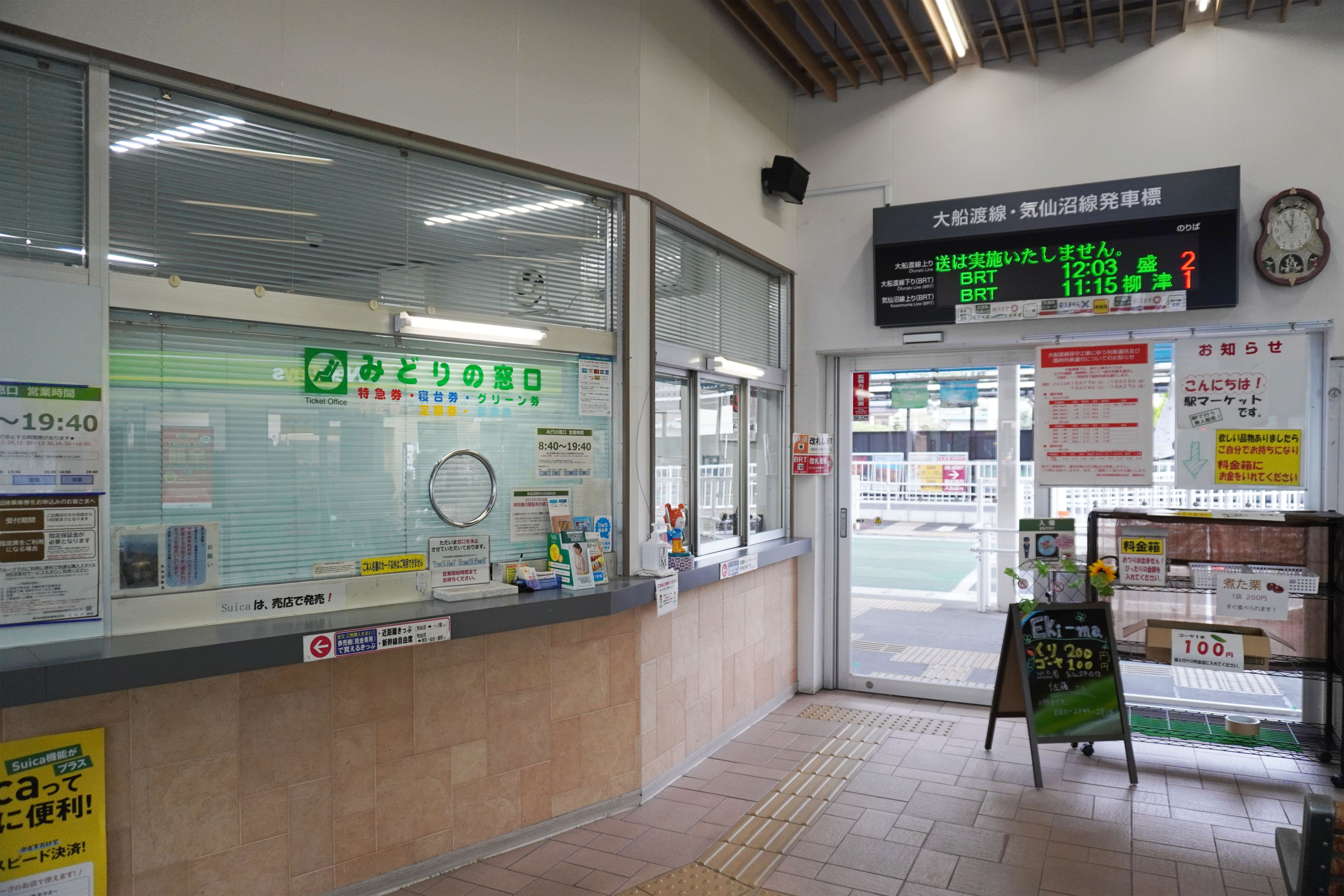
驗票口（2023年10月）
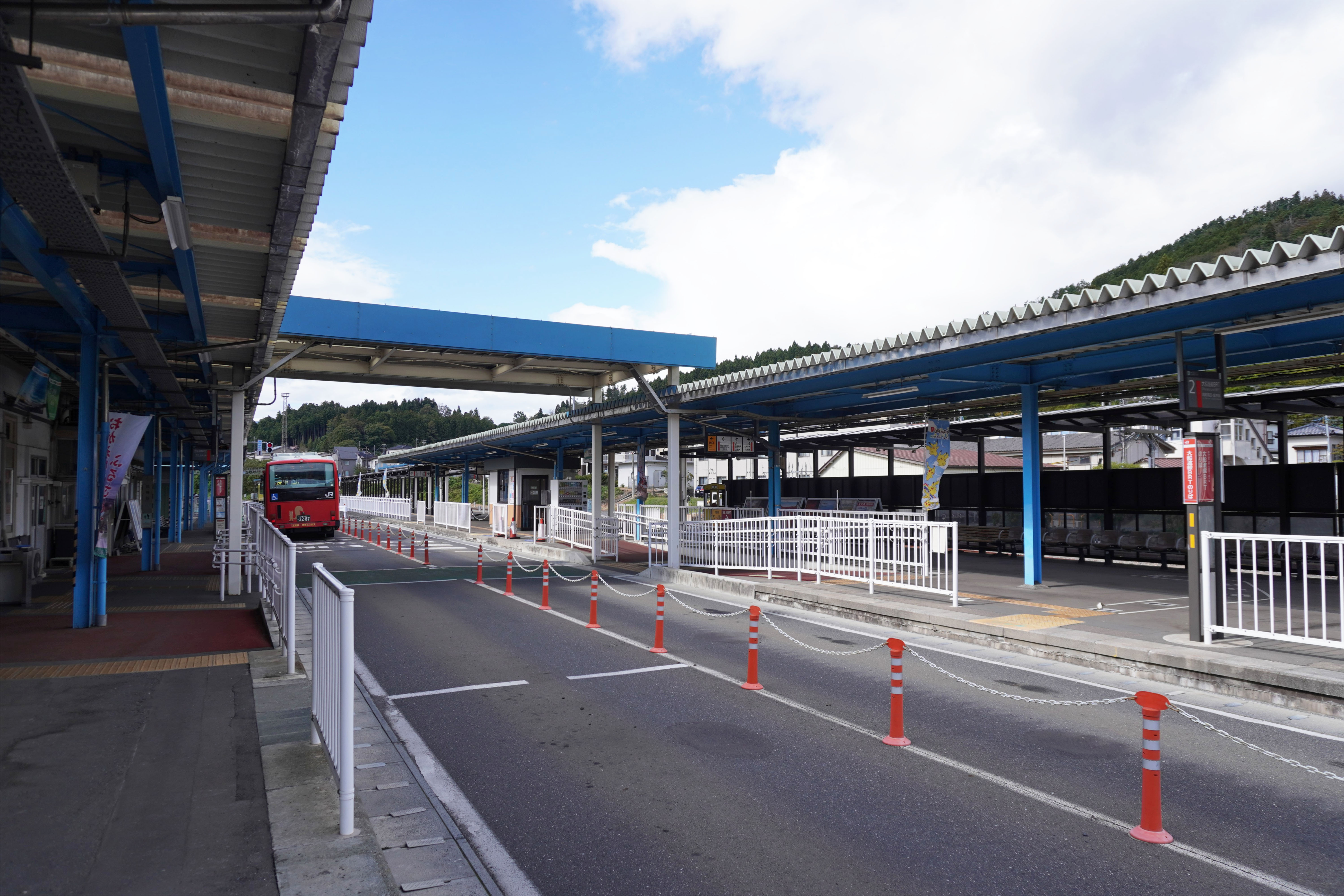
BRT1號與2號月台（2023年10月）
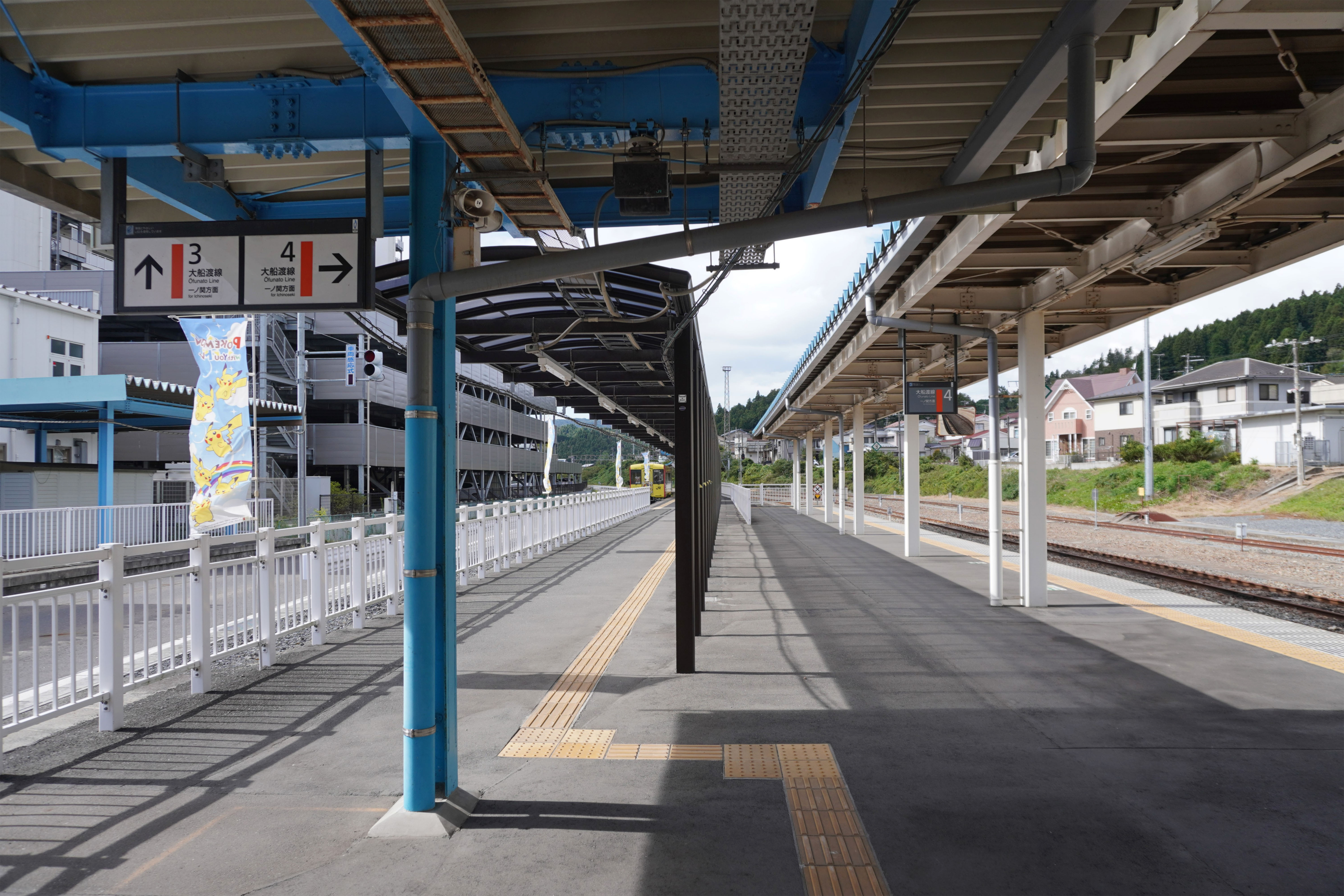
3號與4號月台（2023年10月）

## 使用情況
- 2011年因發生東日本大地震致停止營業，無統計資料。
- 2013年度時，氣仙沼線BRT每日平均乘車人數為92人、大船渡線BRT每日平均乘車人數為65人。[1]

| 每日平均乘車人数 | 每日平均乘車人数 | 每日平均乘車人数 | 每日平均乘車人数 |
| 年度             | 鐵道             | BRT              | BRT              |
| 年度             | 鐵道             | 氣仙沼線         | 大船渡線         |
| ---------------- | ---------------- | ---------------- | ---------------- |
| 2000             | 378              |                  |                  |
| 2001             | 346              |                  |                  |
| 2002             | 302              |                  |                  |
| 2003             | 292              |                  |                  |
| 2004             | 313              |                  |                  |
| 2005             | 316              |                  |                  |
| 2006             | 322              |                  |                  |
| 2007             | 318              |                  |                  |
| 2008             | 315              |                  |                  |
| 2009             | 308              |                  |                  |
| 2010             | 287              |                  |                  |
| 2011             | -                |                  |                  |
| 2012             | 261              |                  |                  |
| 2013             | 250              | 92               | 65               |
| 2014             | 237              | 96               | 77               |
| 2015             | 237              | 101              | 79               |
| 2016             | 209              | 93               | 69               |

## 歷史

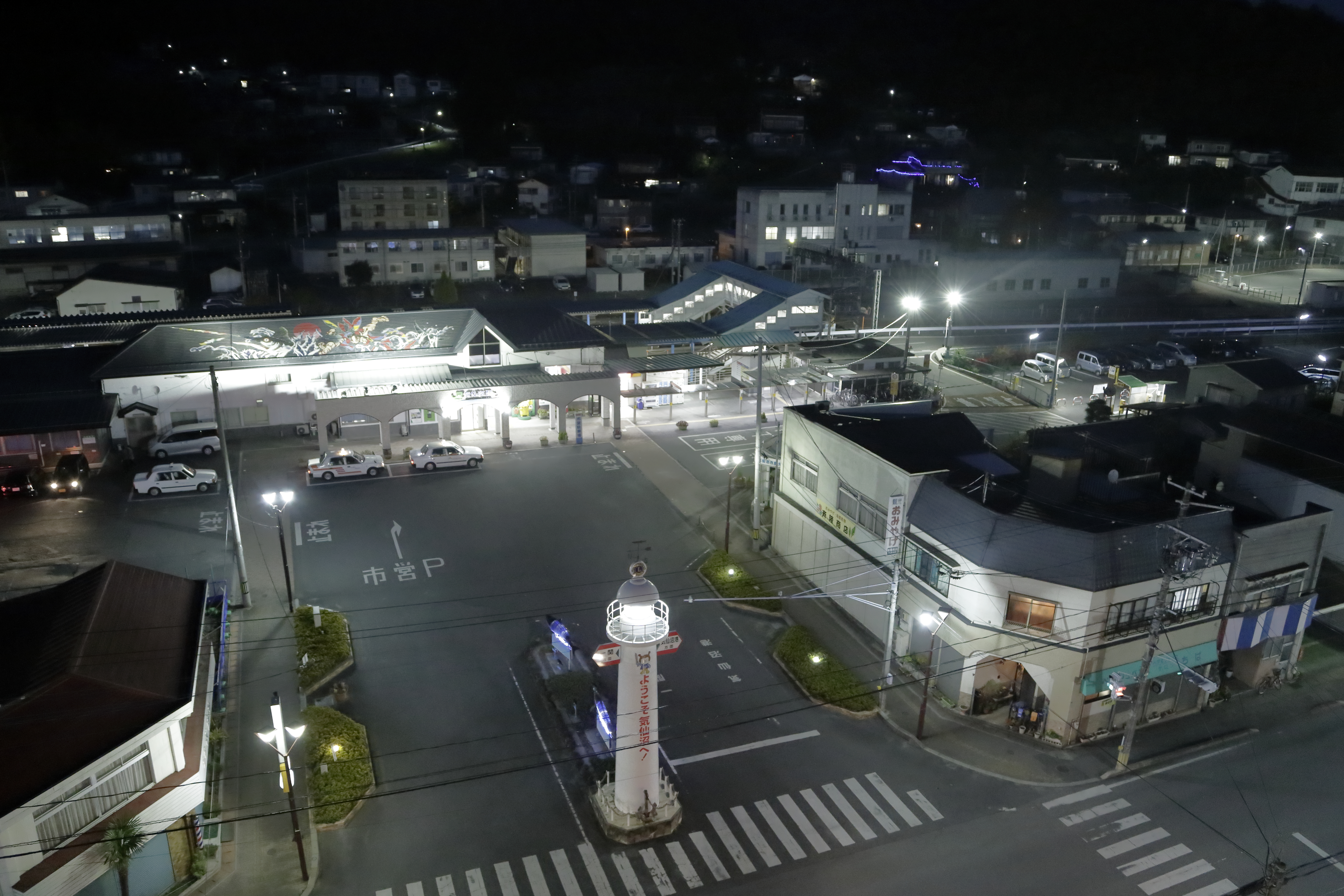
气仙沼站全景（2016年11月6日）

- 气仙沼站全景（2016年11月6日）1929年（昭和4年）7月31日 - 以大船渡線沿線車站之姿啟用。
- 1956年（昭和31年）4月11日 - 通往氣仙沼港的貨運線通車。
- 1957年（昭和32年）2月11日 - 氣仙沼線開始客運服務。
- 1975年（昭和50年）1月15日 - 設置「綠窗口」。
- 1987年（昭和62年）4月1日 - 日本國鐵分割民營化，本站經營劃分由東日本旅客鐵道繼承。
- 2002年（平成14年） - 入選東北車站百選。
- 2011年（平成23年）
  - 3月11日 - 發生東日本大地震，路線受損暫停營業。
  - 4月1日 - 大船渡線一之關車站至此站恢復通車。
- 2012年（平成24年）
  - 8月20日 - 此站至柳津車站間的氣仙沼線部份改建為BRT暫時恢復交通。[2]
  - 12月2日 - 以「漁港的小鎮」（漁港のまち）為意象，站房整修翻新工程竣工開幕。[3][4]
- 2013年（平成25年）3月2日 - 此站至盛車站間的大船渡線部份改建為BRT暫時恢復交通。
- 2014年（平成26年）4月17日 - 氣仙沼線BRT專用道延伸入站區之內，並且開行觀光型BRT公車及BRT電動車[5]。
- 2015年（平成27年）3月14日 - 大船渡線BRT專用道延伸入站區之內，並且開行觀光型BRT公車及BRT電動車[6]。
- 2020年（令和2年）4月1日：随着气仙沼线柳津-气仙沼段铁路线和大船渡线本站至盛站段预定废线，成为大船渡线唯一一个铁路站[7]，开业88年後成为线路的终点站。

## 車站週邊
- 氣仙沼古町郵局
- 氣仙沼稅務署
- 縣道5號氣仙沼港線
- 縣道26號氣仙沼唐桑線
- 縣道209號上八瀨氣仙沼線
- 國道45號（氣仙沼外環道）
- 國道284號
- 補陀寺 六角堂
- 氣仙沼市公所
- 氣仙沼信用金庫本店、站前分店
- 氣仙沼郵局（併設日本郵政氣仙沼分店）
- 觀光詢問所（設於站前圓環內）

## 公車
由於氣仙沼車站前並未設置公車總站，因此除了循環公車之外，所有路線公車都是在距離車站有點距離的主幹道旁設置站牌。

### 路線公車
- 氣仙沼市營公車（委託宮古巴士（ミヤコーバス）營運）
  - 市内巡迴觀光巴士
  - 新月線
- 宮古巴士
  - 仙台－氣仙沼線
- 宮城交通、岩手縣交通
  - 仙台－大船渡線
- 岩手縣交通
  - 特急大船渡－一關線
  - 南氣仙沼－一關線

### 共乘計程車
- 南氣仙沼－上廿一線

## 相鄰車站
東日本旅客鐵道
■大船渡線
新月－氣仙沼
■大船渡線（BRT路段：盛方向）
□快速・■普通
氣仙沼－內灣入口（八日町）
■大船渡線（BRT路段：上鹿折方向）
氣仙沼－鹿折唐桑
■氣仙沼線（BRT路段）
東新城－氣仙沼

## 外部連結
- JR東日本－氣仙沼站 （页面存档备份，存于）（日語）

38°54′36″N 141°33′32″E / 38.909978°N 141.558917°E